# Посавие
Посавие (или членувано Посавието) е басейнът на река Сава. Географския регион обхваща територии от Словения, Хърватия, Босна и Херцеговина и Сърбия.
В исторически аспект региона по левия бряг на река Сава влиза във Военната граница през 18 век.

## Градове
В Посавието са разположени следните по-значими градове:
- Словения - Кран и столицата Любляна.
- Хърватия - столицата Загреб, Сисак, Славонски брод и Жупаня.
- Босна и Херцеговина - Бръчко, част от окръг Бръчко.
- Сърбия - Сремска Митровица, Шабац, Обреновац и столицата Белград при вливането на Сава в Дунав.